# 기온마쓰리

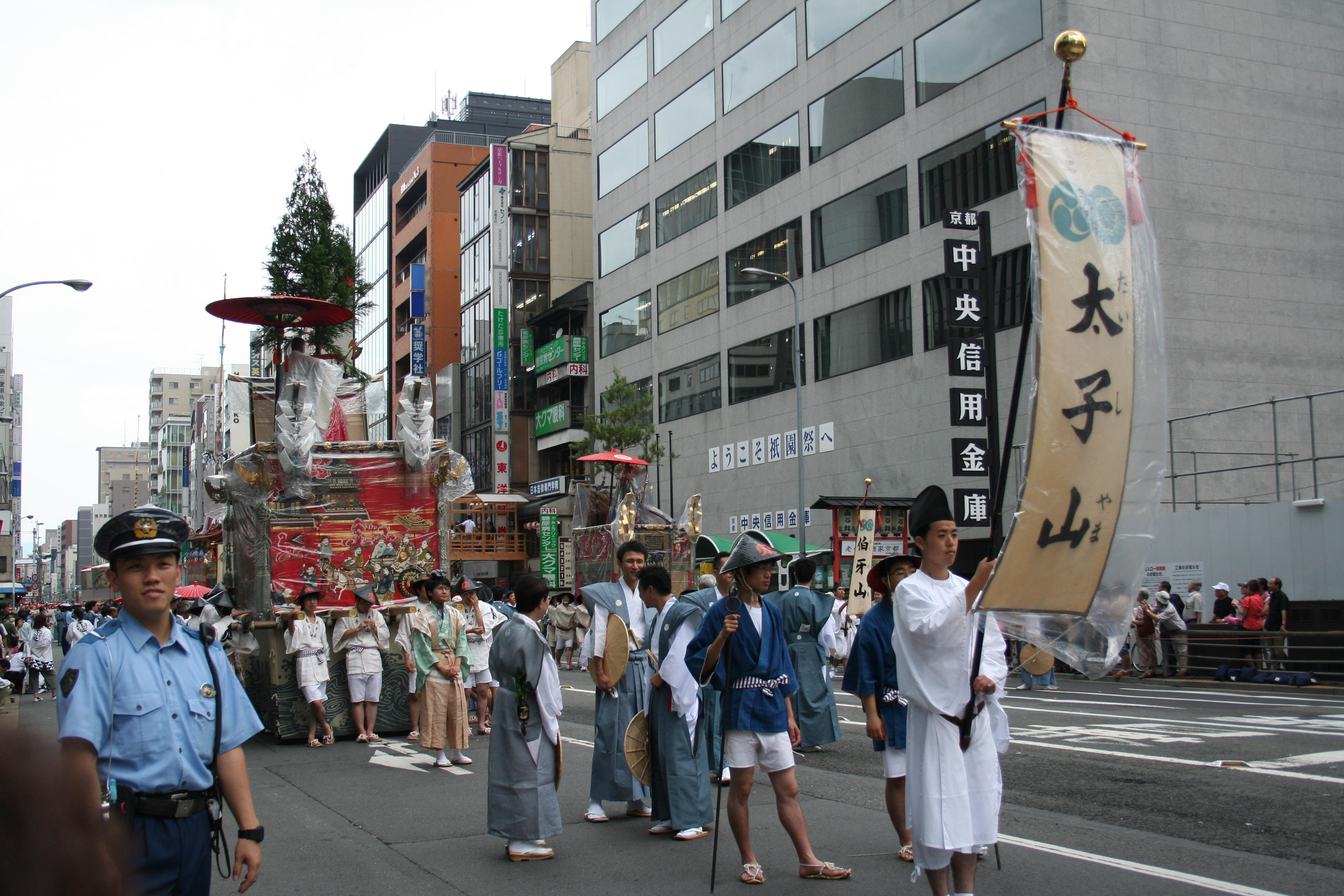
기온마쓰리

기온마쓰리(일본어: 祇園祭)는 일본 교토부에서 열리는 축제이며, 일본의 무형민속문화재이다. 전염병을 퇴치하기 위해 기원제를 열었던 것이 유래가 되어 오늘날의 마쓰리로 자리잡게 되었다. 매년 7월 1일부터 31일까지 한 달 동안 하며, 16일날 하는 '요이야마'와 17일날 하는 '야마보코 순행'이 유명하다. 야마보코 순행은 야마보코가 모여 거리를 행진하는 것이다. 기온마쓰리의 상징인 야마보코는 높이 20m가 넘는 것이 있을 만큼 무거워 수레(다시)로 끌고 있다.

## 역사

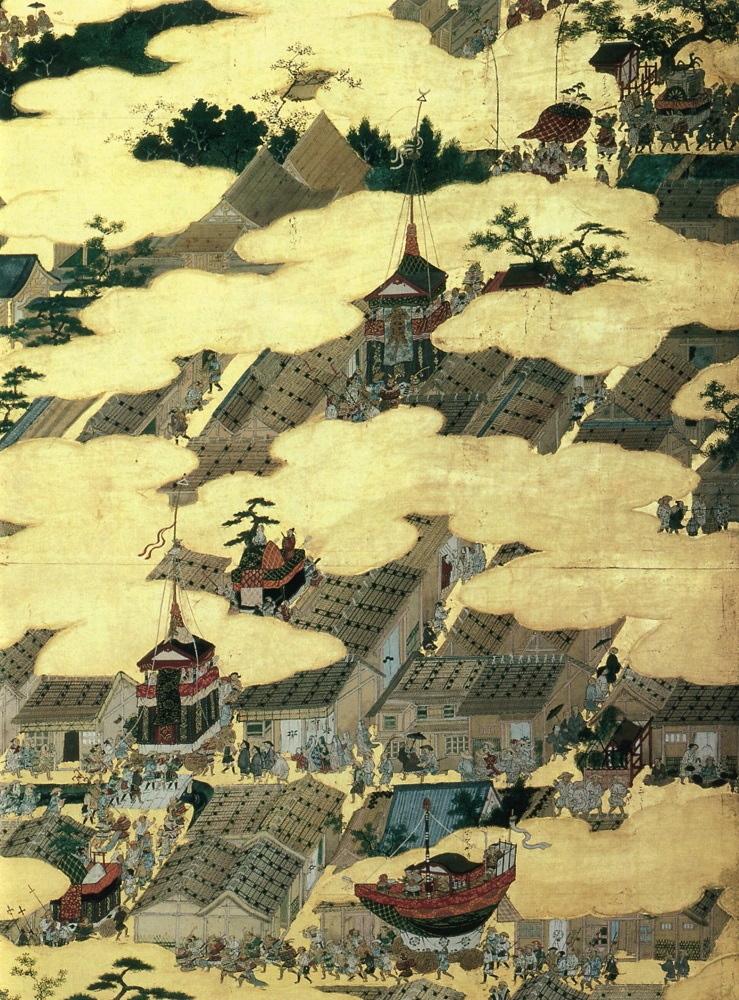
간노 에이토쿠(狩野永徳)가 그린 '락중락외도 병풍'(洛中洛外図屏風, 일본 국보)에는 기온에(祇園會)의 모습이 담겨 있다. 이 그림의 앞쪽 오른쪽에는 후네보코(船鉾), 왼쪽에는 이와토야마(岩戸山)가 보이며, 그 뒤로 니와토리보코(鶏鉾), 하쿠라쿠텐야마(白楽天山), 칸코보코(函谷鉾)가 위치해 있다. 오른쪽 위에는 당랑산(蟷螂山)과 시조카사보코(四条傘鉾)가 묘사되어 있다.

### 기온고료에(祇園御靈會)의 기원
기온고료에의 기원은 역병의 유행에 따라 조정이 863년(조간 5년)에 신센엔(神泉苑)에서 처음으로 고료에(御霊会)를 개최한 데에서 비롯된다. 고료에는 역신이나 원혼을 달래고 진정시키기 위한 의식인데, 당시 사람들은 역병이 원혼의 저주로 인해 발생한다고 믿었다. 그러나 이후에도 역병이 계속되자, 역신인 고즈덴노(牛頭天王)를 모시고 고료에를 통해 무병장수를 기원하였다.
864년(조간 6년)부터 후지산이 대규모로 분화하고 869년(조간 11년)에는 미노쿠니에서 조간 지진이 발생하여 쓰나미로 인해 많은 희생자가 발생하는 등 전국적으로 지각 변동이 이어졌다. 이러한 사회적 불안 속에서 우라베 히로마로(卜部日良麿)는 66개의 창을 세우고 각 나라의 악령을 창에 옮겨 붙게 하여 이를 정화하는 의식을 거행하였다. 그리고 약사여래(薬師如来)를 본지(本地)로 모시는 고즈덴노를 모신 신을 기리며 3개의 신여를 봉헌하여 고료에를 행하였다. 이 의식이 869년의 기온마츠리의 기원으로 여겨지며, 2019년(레이와 원년)에는 축제의 1150주년을 기념하였다.
고료에의 직접적인 배경에는 헤이안쿄(平安京)가 본래 내륙의 습지로서 고온다습한 기후, 인구 집중, 상하수도 미비 등이 원인이 되어, 말라리아, 천연두, 인플루엔자, 이질, 홍역 등의 질병이 크게 유행한 데 있다. 당시 음양사들의 권위 있는 점술에 따르면, 이러한 재앙은 나가오카쿄 천도 중 무고함을 주장하며 죽은 사와라 친왕(早良親王)을 포함한 여섯 명의 원혼에 의한 것으로 여겨졌다. 이후 970년(안나 3년)부터 매년 축제가 열리게 되었으며, 이 의식에는 신불습합뿐 아니라 음양도와 수험도의 의식도 포함되었다. 기온마츠리가 여름에 개최된 이유 중 하나로는 상수도나 냉장고가 없던 시절, 여름철에 전염병이 많이 유행하여 많은 이들이 탈수 증세 등으로 사망했던 것이 꼽힌다.
876년(조간 18년)에 하리마국의 히로미네(広峯) 신사에서 고즈덴노가 교토로 옮겨져 현재의 야사카 신사(八坂神社) 터에 자리 잡았다. 이후 기온사(祇園社)로서 축성되어 간신인(感神院)이라 불리며 히에이산(比叡山) 엔랴쿠지(延暦寺)에 속하게 되었다. 중세를 통해 기온 사는 엔랴쿠지의 말사로서 로쿠중(洛中) 지배의 거점이 되었다. 히에이산의 수호신인 히에이 권현(日吉権現)의 산노 축제가 열리지 않을 때에는 기온 고료에 역시 연기되거나 중단되는 경우가 많았다.

### 야마보코 행렬의 성립
기온고료에는 초기부터 현대까지 기온사의 신여 행차를 중심으로 이루어졌으나, 지금과 같은 형태의 야마보코(山鉾)가 동반되기 시작한 시기에 대해서는 명확히 알려져 있지 않다. 보코(鉾)의 오래된 형태는 현재도 교토시 히가시야마구의 아와타 신사(粟田神社, 간신인 신궁・아와타 천왕궁)를 비롯해 교토 주변과 시가현 일대에 분포하는 켄보코(剣鉾)로 남아 있으며, 기온고료에의 보코도 이에 유사한 것으로 추정된다.
현재 야마보코 행렬의 원형은 가마쿠라 시대 말기의 '하나조노 천황 신기'(花園天皇宸記) 원공 원년 7월 24일(1321년 8월 18일)조에 기록된 내용을 통해 엿볼 수 있다. 기록에 따르면, 보코를 둘러싼 '보코슈'(鉾衆) 주위에서 '코츠츠미'(鼓打)들이 풍류의 무곡을 공연했다고 한다. 남북조 시대에는 부유한 상인 계층이 서로 풍류 배행을 선보였고, 무로마치 쇼군가에서 준비한 '쿠세마이구루마'(久世舞車)나 오토네리좌(大舎人座, 현 니시진)가 마련한 '사기마이'(鷺舞) 등 다양한 형태의 추가 공연 예술이 활발히 진행되었다.
무로마치 시대에 이르러 시조무로마치(四条室町)를 중심으로 하는 구 시모교 지역에 상공업자들로 구성된 자치 조직이 성립하면서, 각 마을은 개성을 살린 야마보코를 만들어 행진에 참여하게 되었다. 이로 인해 단독으로 행진하던 장대 형태의 보코와 갓코마이(羯鼓舞)를 공연하는 치고(稚児)를 태운 옛 행렬차가 합쳐져 지금과 같은 보코행렬이 성립되었다. 여기에 주로 사루가쿠노(猿楽能) 연목을 모방한 조형물인 '야마'(山)가 더해짐으로써, 무로마치 시대 중기에 오늘날의 야마보코 행렬과 유사한 형태가 나타났으며, 이를 락중락외도에서 확인할 수 있다.
오닌의 난으로 33년간 중단된 후, 1500년(메이오 9년)에 기온마츠리가 재개되었다. 메이오 연간에 이어진 재난, 특히 1498년(메이오 7년)에 발생한 도카이 대지진과 대규모의 쓰나미가 일본 열도에 큰 재앙을 일으켜 축제의 복구를 촉진한 것으로 보인다. 복구 과정에서 무로마치 막부의 봉행중이었던 마츠다 부젠노카미 요리스케가 과거의 야마보코(山鉾)들에 대해 '고로(古老)의 자'로부터 청취한 내용을 바탕으로 기온마츠리 야마보코사(祇園会山鉾事, 야사카 신사 문서)로 기록하였다. 이 자료는 오닌의 난 이전의 60개(전반 32개, 후반 28개)의 야마보코를 알 수 있는 유일한 사료로 여겨진다. 또한 요리스케는 최초의 추첨식을 자신의 집에서 개최하고, 기온마츠리 집행에 타인의 주도권을 부여하여 상인들이 주체가 되는 축제로 만들기 위한 지침을 마련하는 등, 현재까지 이어지는 야마보코의 수와 명칭을 확립하는 데 기여하였다. 요리스케는 또한 자신의 재임 중에 기온제가 재개된 것을 영광으로 여겼다고 기록에 남겼다.
1533년(덴분 2년), 앞서 언급된 이유로 인해 엔랴쿠지의 고발로 기온사의 제례가 중단되었으나, 상인들은 "신사가 없어도 야마보코 행진만은 하고 싶다"는 선언을 내놓아, 야마보코 행사가 이미 상인들이 주도하는 축제로 자리 잡았던 것으로 해석된다. 덴분 홋케의 난 동안, 엔랴쿠지와 결탁한 막부가 기온제 중단을 명령하여 신사 행사는 중단되었지만 야마보코 행진은 계속되었는데, 이는 상인들의 자치적 성격을 상징하는 일화로 특히 유명하다.

### 근세 이후의 발전

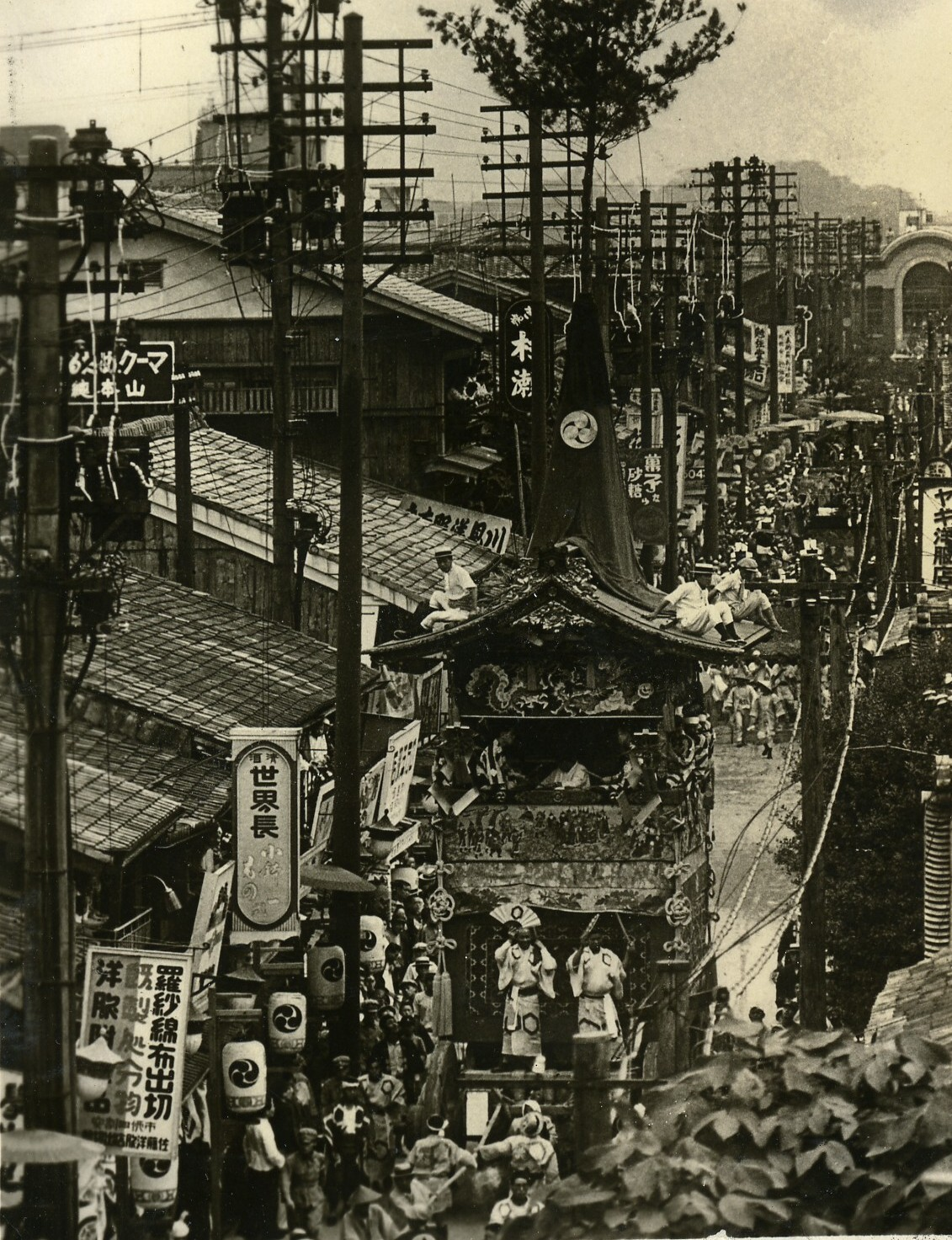
1920년대의 기온마츠리

기온에는 에도 시대에 발생한 교토의 세 차례 대화재로 인해 큰 영향을 받았다. 1708년(호에이 5년)의 호에이 대화재 당시에는 야마보코(山鉾)의 형식이 아직 소박했기 때문에 복구가 빠르게 진행되었다. 그러나 1788년(덴메이 8년)의 덴메이 대화재에서는 피해가 심각하여, 칸코보코(函谷鉾)의 복구에만 50년이 소요되었다. 그 이후의 야마보코 복구는 가세이 문화의 영향을 받아 야마보코의 대형화와 부품 및 장식품의 화려함이 더해졌으며, 많은 히키야마(曳山)들이 임시 지붕에서 치도리 하푸(千鳥破風)를 장착하여 보코(鉾)와 비슷한 형태를 갖추게 되었다. 그러나 타카야마(鷹山)는 1826년(분세이 9년)의 행진에서 큰 비를 만나 장식품이 손상된 이후 행렬에서 제외되었다.
막말에 금문의 변으로 인해 발생한 1864년(겐지 원년)의 돈돈야케(どんどん焼け)로 야마보코를 가진 마을들이 큰 피해를 입었으며, 나기나타보코(長刀鉾), 칸코보코, 츠키보코(月鉾), 이와토야마(岩戸山), 아라레텐진야마(霰天神山), 하쿠가야마(伯牙山), 호쇼야마(保昌山)만이 거의 무사하였다. 이어진 메이지 유신의 혼란기에는 기쿠스이보코(菊水鉾), 오오후네보코(大船鉾), 아야카사보코(綾傘鉾), 칸로산(蟷螂山), 시조카사보코(四条傘鉾) 등이 오랫동안 중단되었다.
메이지 유신 이후, 야마보코 순행을 지탱하던 기초 마을 제도가 폐지되면서 행사의 지속이 위협받는 시기가 있었지만, 여러 어려움을 극복하고 복구되었다. 순행 코스가 여러 차례 변경되고 1943년(쇼와 18년)~1946년(쇼와 21년)에는 제2차 세계 대전으로 인해 중단되었으나, 전후에 기쿠스이보코(菊水鉾)를 시작으로 중단된 '야스미야마(休み山, 중단된 야마)'가 1980년대에 차례로 부활했다. 고도 경제 성장기의 교통 문제로 전축제(前祭)와 후축제(後祭)를 통합하여 공동 순행을 한 시기(1966년(쇼와 41년)~2013년(헤이세이 25년))를 거쳐, 2014년(헤이세이 26년)부터 후축제가 재개되는 등 전통을 보존하려는 노력이 계속되고 있다.